# Aplysia vaccaria
Aplysia vaccaria är en snäckart som beskrevs av Winkler 1955. Aplysia vaccaria ingår i släktet Aplysia och familjen sjöharar. Inga underarter finns listade i Catalogue of Life.